# Rankin (Teksas)
Rankin je grad u američkoj saveznoj državi Teksas. Prema popisu stanovništva iz 2010. u njemu je živjelo 778 stanovnika.